# Tschussowaja
Die Tschussowaja (russisch Чусовая) ist ein 592 km langer linker Nebenfluss der Kama im Ural und seinem westlichen Vorland (Russland).
Der Name des Flusses ist von den komi-permjakischen Wörtern tschus für „schnell“ und wa für „Wasser“ abgeleitet; der ursprüngliche Name Tschuswa wurde später russifiziert.

## Verlauf
Die Tschussowaja entfließt in etwa 400 m Höhe im Mittleren Ural dem Kleinen Tschussowskojesee (russisch Maloje Tschussowskoje osero), rund zehn Kilometer nordöstlich der Stadt Werchni Ufalei in der Oblast Tscheljabinsk. 
Nach wenigen Kilometern durchfließt der Fluss den Großen Tschussowskojesee (russisch Bolschoje Tschussowskoje osero) und weiter den Mittleren Ural in nördlichen bis nordwestlichen Richtungen, zunächst durch die Oblast Swerdlowsk, dann die Region Perm.
Oberhalb Rewda, westlich der Oblasthauptstadt Jekaterinburg ist der Fluss zum Wechnekomarowo-Stausee (Вехнекомаровское водохранилище/ Werchnekomarowskoje wodochranilischtsche) und zum Woltschicha-Stausee (Волчихинское водохранилище/ Woltschichinskoje wodochranilischtsche, Fläche 37 km²) angestaut. Von Letzterem wurde zur Erhöhung der Wasserführung und Verbesserung der Wasserversorgung Jekaterinburgs ein sechs Kilometer langer Kanal zum in den Oberen Isset-Teich mündenden Flüsschen Reschotka (Решётка) gegraben. Dieser nicht schiffbare Kanal überquert somit die kontinentale Wasserscheide zwischen Kaspischem Meer und Arktischem Ozean, also die Grenze zwischen Europa und Asien. Der Stausee ist auch ein Erholungsgebiet für die Bewohner Jekaterinburgs und der umliegenden Städte und wird daher auch Swerdlowsker bzw. Jekaterinburger Meer genannt.
Im Mittellauf ab Perwouralsk verengt sich das Tal, die Ufer werden steil und felsig. Oberhalb Tschussowoi wendet sich die Tschussowaja nach Westen, bei der Stadt weitet sich das Tal, und der Fluss mündet schließlich wenig nördlich von Perm und der Staumauer des Kamastausees in die Kama. Etwa 90 Kilometer des Unterlaufes der Tschussowaja sind durch den Kamastausee aufgestaut (Wasserspiegel bei 108 m). Oberhalb des Stausees ist der Fluss etwa 200 Meter breit, zwei Meter tief und seine Fließgeschwindigkeit beträgt 0,5 m/s. Im Stausee selbst erreicht seine Breite stellenweise über zwei Kilometer.

## Hydrografie
Das Einzugsgebiet der Tschussowaja umfasst 23.000 km². Die mittlere monatliche Wasserführung beträgt oberhalb der Mündung in den Kamastausee 222 m³/s (Minimum im Winter 8,4 m³/s, Maximum während der Schneeschmelze 4570 m³/s). Die wichtigsten Nebenflüsse sind von rechts Meschewaja Utka, Koiwa und Uswa, von links Rewda, Lyswa und Sylwa.
Die Tschussowaja gefriert zwischen Ende Oktober / Anfang Dezember bis April/ Anfang Mai.

## Infrastruktur
Bei Rewda und Perwouralsk wird die Tschussowaja von der Eisenbahnstrecke Kasan–Jekaterinburg und der Transsibirischen Eisenbahn überquert, in Tschussowoi von der früheren Ural-Bergwerks-Eisenbahn Perm–Kuschwa (Goroblagodatskaja)–Jekaterinburg.
Unmittelbar oberhalb der Mündung wird die aufgestaute Tschussowaja von der Eisenbahnstrecke Perm-Kisel mit einer Kombination aus Damm und über 500 Meter langer Brücke sowie von der Straße Perm−Solikamsk mit einer über 1,5 Kilometer langen Brücke überquert.